# Mandholi
Mandholi fou un estat tributari protegit, un jagir feudatari de Jaipur al districte de Sikar, format per 54 pobles amb uns 8.000 habitants i uns ingressos d'unes 20.000 rupies. Era governat per la dinastia Tanwar, descendents de Rao Udoji mo Udao Singh, fill gran de Rao Kanwalrajji (Kevalji) de Patan (Anhilvada), que va emigrar i va fundar la thikana de Gaonri o Gaondi derrotant els Meena. El seu successor Banwar Raj va lluitar en la batalla de Khandela on va perdre 17 fills; Lakhaji va conquerir Mandholi que estava en mans dels jats, vers 1523.

## Llista de governants[1]
- Rao Udaosingh Tanwar
- Rao Bhanwarrajji Tanwar
- Rao Lakhaji Tanwar 1523-1544
- Rao Inderpalji Tanwar
- Rao Chitarsinghji Tanwar
- Thakur Prithwiraj Singh Tanwar
- Thakur Rao Binidasji Tanwar
- Thakur Gordhandas Singhji Tanwar
- Thakur Sawairam Singhji Tanwar
- Thakur Vrishbhan Singh Tanwar
- Thakur Hathi Singhji Tanwar
- Thakur Lakshman Singhji Tanwar
- Thakur Lalsinghji Tanwar
- Thakur Bhik Singhji (fill de Thakur Mangal Singhji, germà de Lalsinghji, adoptat) ?-1912
- Thakur Hanuman Singhji 1912-1953 (+1995)